# Les Lataniers
Les Lataniers forment un petit village des Hauts de l'île de La Réunion, un département d'outre-mer français dans le sud-ouest de l'océan Indien. Situé sur le territoire communal de Saint-Paul,, ce village installé à environ 620 mètres d'altitude constitue l'un des îlets du cirque naturel de Mafate, au nord-ouest de celui-ci. Inaccessible par la route, il peut être atteint à pied via une variante du sentier de grande randonnée appelé GR R2 courant en l'occurrence entre le pied du Maïdo au sud et l'entrée du cirque au nord.
D'après l’agence pour l'observation de La Réunion, l'aménagement et l'habitat, l’îlet des Lataniers est entièrement classé inconstructible, et c’est pourquoi en 2001 elle a recommandé à l’Office national des forêts (ONF) d’encourager un déplacement volontaire des habitants.